# Stef Ekkel
Stef Ekkel (Kampen, 9 augustus 1980) is een Nederlands volkszanger. Hij zingt veelal over het dagelijkse leven.

## Biografie
Ekkel groeide op met de Nederlandstalige muziek die werd gedraaid in café de Boterton, het café van zijn ouders in Kampen. Hier zong hij al jong met de liedjes van de jukebox mee. In 1998 gaf Ekkel zijn eerste optreden.

## Carrière
In 2001 werd zijn eerste single "Op 'n terrasje" uitgebracht (in eigen beheer). Deze debuutsingle kwam binnen in de Nederlandse TOP 20 waar hij acht weken lang in genoteerd stond. Door dit succes kreeg Ekkel een platencontract aangeboden door Berk Music te Eindhoven. In 2002 volgde de eerste single "Die Griekse melodie" via deze platenmaatschappij. Na een aantal succesvolle singles brak Ekkel in 2006 landelijk door met zijn hit "De woonboot".
In juni 2016 neemt hij samen met René Karst de hit "Liever te dik in een kist" op. Dit liedje stond achttien weken op nummer 1 in de Nederlandstalige lijsten en werd daarmee de populairste Nederlandstalige plaat van 2016.
Na 22 jaar onder contract gestaan te hebben bij Berk Music richtte Ekkel op 19 augustus 2024 zijn eigen platenmaatschappij Stef Ekkel Music op. Deze ging officieel van start op 1 januari 2025.

## Discografie

### Albums
| Album met eventuele hitnotering(en) in de Nederlandse Album Top 100 | Datum van verschijnen | Datum van binnenkomst | Hoogste positie | Aantal weken | Opmerkingen                 |
| ------------------------------------------------------------------- | --------------------- | --------------------- | --------------- | ------------ | --------------------------- |
| Op 'n Terrasje                                                      | 22-07-2003            |                       |                 |              | Uitgebracht in eigen beheer |
| Een koffer vol dromen                                               | 01-09-2006            |                       |                 |              |                             |
| Samen uit, samen thuis                                              | 30-07-2007            | 11-08-2007            | 41              | 6            |                             |
| Lekker gezellig                                                     | 16-02-2009            | 21-02-2009            | 59              | 8            |                             |
| Dit ben ik... Het beste van Stef Ekkel..                            | 24-06-2010            | 03-07-2010            | 31              | 16           | Verzamelalbum               |
| Gezelligheid kent geen tijd                                         | 22-09-2011            | 15-10-2011            | 54              | 3            |                             |
| Muziek is mijn leven                                                | 14-03-2014            |                       |                 |              |                             |
| Best of                                                             | 16-09-2016            |                       |                 |              | Verzamelalbum               |
| Top 40 (his ultimate top 40 collection)                             | 01-03-2019            |                       |                 |              | Verzamelalbum               |
| Door De Jaren Heen - Het Beste Van - LP                             | 17-01-2020            |                       |                 |              | Verzamelalbum               |

### Singles
| Single met eventuele hitnotering(en) in de Nederlandse Top 40             | Datum van verschijnen | Datum van binnenkomst | Hoogste positie | Aantal weken | Opmerkingen |
| ------------------------------------------------------------------------- | --------------------- | --------------------- | --------------- | ------------ | --- |
| De Griekse melodie                                                        | 24-03-2003            | -                     |                 |              | Nr. 32 in de Single Top 100                                                                                            |
| De tijd stond even stil                                                   | 2003                  | -                     |                 |              | Nr. 52 in de Single Top 100                                                                                            |
| 'n Koffer vol met dromen                                                  | 08-05-2004            | -                     |                 |              | Nr. 54 in de Single Top 100                                                                                            |
| De Bouzouki klinkt door de nacht                                          | 27-06-2005            | -                     |                 |              | |
| De woonboot                                                               | 10-07-2006            | -                     |                 |              | Nr. 29 in de Single Top 100                                                                                            |
| Shanghai                                                                  | 18-01-2007            | -                     |                 |              | Nr. 51 in de Single Top 100                                                                                            |
| Dat zomerse gevoel                                                        | 17-06-2007            | -                     |                 |              | Nr. 38 in de Single Top 100                                                                                            |
| Heija heija                                                               | 03-09-2007            | -                     |                 |              | Nr. 40 in de Single Top 100                                                                                            |
| Het stadje Kufstein                                                       | 03-01-2008            | -                     |                 |              | Nr. 25 in de Single Top 100                                                                                            |
| Dans de laatste dans                                                      | 02-06-2008            | -                     |                 |              | Nr. 33 in de Single Top 100                                                                                            |
| Laat de glazen nu maar klinken                                            | 23-10-2008            | -                     |                 |              | Nr. 32 in de Single Top 100                                                                                            |
| Sierra madre                                                              | 08-02-2009            | -                     |                 |              | Nr. 31 in de Single Top 100                                                                                            |
| Ik schrijf je naam                                                        | 12-05-2009            | -                     |                 |              | Nr. 31 in de Single Top 100                                                                                            |
| De smokkelaar                                                             | 22-10-2009            | -                     |                 |              | met Johnny Hoes / Nr. 11 in de Single Top 100                                                                          |
| Hopeloos                                                                  | 20-05-2010            | -                     |                 |              | Nr. 16 in de Single Top 100                                                                                            |
| Jij wil vrij zijn...                                                      | 18-08-2010            | -                     |                 |              | Nr. 35 in de Single Top 100                                                                                            |
| Ik heb je sleutel weggesmeten (feest versie)                              | 26-01-2011            | -                     |                 |              | |
| Waarheen, waarvoor                                                        | 21-07-2011            | -                     |                 |              | Nr. 8 in de Single Top 100                                                                                             |
| De blinde orgelman                                                        | 18-09-2011            | -                     |                 |              | Nr. 59 in de Single Top 100                                                                                            |
| Onze kracht                                                               | 2011                  | -                     |                 |              | Als onderdeel van Hollandse Kerst Sterren / Benefietsingle voor "Doe een wens stichting" / Nr. 54 in de Single Top 100 |
| De zwerver van Amsterdam                                                  | 15-03-2012            | -                     |                 |              | Nr. 62 in de Single Top 100                                                                                            |
| Marina                                                                    | 10-07-2012            | -                     |                 |              | |
| Dan ben ik weer thuis                                                     | 12-11-2012            | -                     |                 |              | Nr. 56 in de Single Top 100                                                                                            |
| Die ene nacht met jou                                                     | 09-08-2013            | -                     |                 |              | Nr. 74 in de Single Top 100                                                                                            |
| Adelita                                                                   | 31-01-2014            | -                     |                 |              | Nr. 71 in de Single Top 100                                                                                            |
| Geluk in jouw ogen                                                        | 27-06-2014            | -                     |                 |              | |
| Als een dief in de nacht                                                  | 10-10-2014            | -                     |                 |              | |
| Waar heb ik jou ook alweer eerder gezien                                  | 09-01-2015            | -                     |                 |              | |
| Eenzaamheid                                                               | 18-09-2015            | -                     |                 |              | |
| Je speelt al jaren een spel                                               | 18-12-2015            | -                     |                 |              | |
| Liever te dik in de kist                                                  | 14-06-2016            | -                     |                 |              | met René Karst / Nr. 77 in de Single Top 100                                                                           |
| Als ze lacht                                                              | 26-04-2017            | -                     |                 |              | |
| Met kerst ben ik bij jou                                                  | 01-12-2017            | -                     |                 |              | |
| We zijn nog beter als we dronken zijn                                     | 12-01-2018            | -                     |                 |              | met René Karst |
| De Dochter van de kastelein                                               | 01-06-2018            | -                     |                 |              | |
| M'n allerliefste meisje                                                   | 25-01-2019            | -                     |                 |              | |
| Asjemenou                                                                 | 22-02-2019            | -                     |                 |              | |
| Hey Badjuffrouw                                                           | 12-07-2019            | -                     |                 |              | |
| Waarom lieve jongen                                                       | 18-10-2019            | -                     |                 |              | |
| Op de lange latten (Golddiggers remix)                                    | 24-01-2020            | -                     |                 |              | |
| Zomer in m'n hart                                                         | 12-06-2020            | -                     |                 |              | |
| Altijd blijven lachen                                                     | 30-12-2020            | -                     |                 |              | |
| Jammer dan                                                                | 28-05-2021            | -                     |                 |              | |
| Wat fijn dat je vreemd ben gegaan                                         | 07-01-2022            | -                     |                 |              | |
| Liever te dik in de kist (Altijd Larstig & Rob Gasd'rop Total Loss Remix) | 01-04-2022            | -                     |                 |              | met René Karst |
| Wat heb ik nu toch weer gedaan                                            | 27-05-2022            | -                     |                 |              | |
| We gaan met z'n allen naar de klote                                       | 18-01-2023            | -                     |                 |              | |
| Wie heeft de grootste?                                                    | 28-07-2023            | -                     |                 |              | met Monique Smit |
| Wordt nooit verliefd                                                      | 10-11-2023            | -                     |                 |              | |
| Nog eentje dan                                                            | 05-04-2024            | -                     |                 |              | met Vinzzent |
| Een Druppeltje Geluk                                                      | 10-01-2025            | -                     |                 |              | |
| Señorita, Meisje van de nacht                                             | 23-05-2025            | -                     |                 |              | |

### Dvd's
| Dvd's met eventuele hitnoteringen in de Nederlandse Music Top 30 | Datum van verschijnen | Datum van binnenkomst | Hoogste positie | Aantal weken | Opmerkingen |
| ---------------------------------------------------------------- | --------------------- | --------------------- | --------------- | ------------ | ----------- |
| Daar heb je vrienden voor                                        | 25-05-2005            |                       |                 |              |             |
| De Woonboot                                                      | 24-05-2006            |                       |                 |              |             |
| Ik ga nu leven                                                   | 05-11-2007            |                       |                 |              |             |
| Dit ben ik... De beste videoclips van Stef Ekkel...              | 06-08-2010            | 14-08-2010            | 7               | 10           |             |